# 1. division 1952-1953
La 1. Division 1952-1953 è stata la 40ª edizione della massima serie del campionato danese di calcio conclusa con la vittoria del KB, al suo dodicesimo titolo.
Capocannoniere del torneo fu Valdemar Kendzior dello Skovshoved IF con 17 reti.

## Classifica finale
|    | Classifica    | G  | V  | N | P  | GF | GS | DR  | Pti |
| -- | ------------- | -- | -- | - | -- | -- | -- | --- | --- |
| 1  | KB (*)        | 18 | 14 | 2 | 2  | 43 | 25 | +18 | 30  |
| 2  | Skovshoved IF | 18 | 9  | 5 | 4  | 38 | 24 | +14 | 23  |
| 3  | Odense        | 18 | 7  | 7 | 4  | 40 | 29 | +11 | 21  |
| 4  | AB            | 18 | 8  | 4 | 6  | 38 | 38 | 0   | 20  |
| 5  | Køge BK       | 18 | 7  | 4 | 7  | 51 | 43 | +8  | 18  |
| 6  | B 93          | 18 | 7  | 3 | 8  | 30 | 32 | -2  | 17  |
| 7  | Esbjerg       | 18 | 6  | 3 | 9  | 32 | 37 | -5  | 15  |
| 8  | BK Frem       | 18 | 6  | 3 | 9  | 25 | 36 | -11 | 15  |
| 9  | B 1903        | 18 | 6  | 0 | 12 | 26 | 41 | -15 | 12  |
| 10 | B 1909        | 18 | 2  | 5 | 11 | 27 | 45 | -18 | 9   |

(*) Squadra neopromossa

## Verdetti
- KB Campione di Danimarca 1952-53.
- B 1909 retrocesso.